# Bojan Čerček
Bojan Čerček, slovenski zdravnik internist, * 20. september 1949, Ljubljana.

## Življenje in delo
Na ljubljanski Medicinski fakulteti (MF) je 1974 diplomiral in 1981 opravil specialistični izpit iz interne medicine ter 1997 doktoriral na Karolinskem inštitutu v Stockholmu. V letih 1981−84 je bil zaposlen v Centru za intenzivno interno medicino v Univerzitetnem kliničnem centeru v Ljubljani, od 1986 pa deluje v Medicinskem centru Cedars-Sinai v Los Angelesu, od 1996 kot direktor koronarne enote; od 1995 je tudi profesor na tamkajšnji Medicinski fakulteti Univerze Kalifornije v Los Angelesu. Leta 1998 je bil izvoljen za gostujočega profesorja na  ljubljanski MF, kot vabljeni profesor pa predava v številnih medicinskih centrih po vsem svetu. Čerček je mednarodno uveljavljen strokovnjak v diagnostiki in zdravljenju akutnega koronarnega sindroma ter nosilec številnih raziskovalnih nalog (tromboza, zlasti  pri akutnem miokardnem infarktu). Objavil je več raziskovalnih člankov v mednarodnih medicinskih revijah.  Je član SAZU (izredni od 2007, redni član od 2015).
Njegova hči Andreja Čerček je uspešna onkologinja v ZDA.